# استان شروان-سالیان

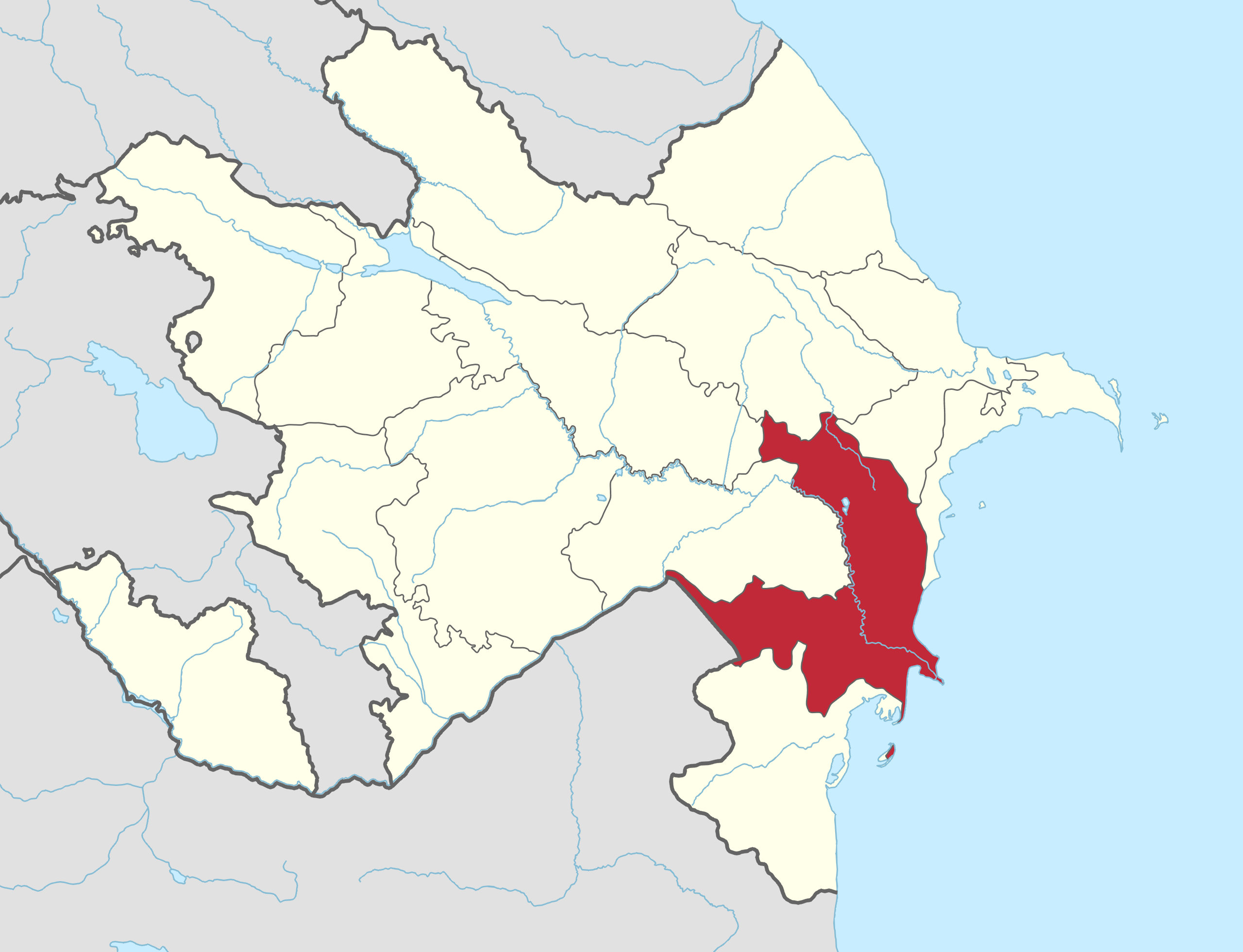
موقعیت استان شروان-سالیان در نقشهٔ تقسیمات کشوری جمهوری آذربایجان.

استان شروان-سالیان (به ترکی آذربایجانی: Şirvan–Salyan İqtisadi Rayonu) یکی از بخش‌های ۱۴ گانهٔ سطح اول تقسیمات کشوری در جمهوری آذربایجان است. شهر شروان، پرجمعیت‌ترین شهر آن است.
این استان با ۶٬۰۸۰ کیلومتر مربع وسعت، هشتمین بخش کشور و با ۴۹۷٬۹۰۰ نفر جمعیت در سال ۲۰۲۰، یازدهمین بخش کشور محسوب می‌شود.
استان شروان-سالیان از سمت شمال به استان‌های آبشرون-خیزی و منطقهٔ شهری باکو، از سمت جنوب به استان لنکران-آستارا، از سمت شرق به دریای خزر و از سمت غرب به استان‌های آران مرکزی، میل-مغان و کشور ایران محدود شده است.
این استان به ۵ قسمت شامل یک «شهر تابع جمهوری» (Respublika Tabeli Şəhər) و ۴ «شهرستان» یا «منطقه» (Rayon) تقسیم شده است:

## فهرست شهرهای تابع جمهوری
| ردیف | نام شهر | مساحت (کیلومتر مربع) | جمعیت (۲۰۰۹) | جمعیت (۲۰۱۹) | جمعیت (۲۰۲۰) | رتبه در کشور |
| ---- | ------- | -------------------- | ------------ | ------------ | ------------ | ------------ |
| ۱    | شروان   | ۷۰                   | ۷۷٬۱۰۰       | ۸۶٬۶۰۰       | ۸۷٬۴۰۰       | ۴۵           |

## فهرست شهرستان‌ها
| ردیف | نام شهرستان | مساحت (کیلومتر مربع) | جمعیت (۲۰۰۹) | جمعیت (۲۰۱۹) | جمعیت (۲۰۲۰) | رتبه در کشور |
| ---- | ----------- | -------------------- | ------------ | ------------ | ------------ | ------------ |
| ۱    | سالیان      | ۱٬۶۰۰                | ۱۲۱٬۹۰۰      | ۱۳۸٬۶۰۰      | ۱۳۹٬۹۰۰      | ۱۶           |
| ۲    | نفت‌چاله     | ۱٬۴۵۰                | ۷۹٬۵۰۰       | ۸۸٬۰۰۰       | ۸۸٬۹۰۰       | ۴۲           |
| ۳    | شروان       | ۷۰                   | ۷۷٬۱۰۰       | ۸۶٬۶۰۰       | ۸۷٬۴۰۰       | ۴۵           |
| ۴    | حاجی‌قبول    | ۱٬۶۰۰                | ۶۵٬۸۰۰       | ۷۵٬۶۰۰       | ۷۶٬۶۰۰       | ۵۰           |